# Newport (Kentucky)
Newport é uma cidade localizada no estado americano de Kentucky, no Condado de Campbell.

## Demografia
Segundo o censo americano de 2000, a sua população era de 17.048 habitantes.
Em 2006, foi estimada uma população de 15.721, um decréscimo de 1327 (-7.8%).

## Geografia
De acordo com o United States Census Bureau tem uma área de
7,6 km², dos quais 7,0 km² cobertos por terra e 0,6 km² cobertos por água. Newport localiza-se a aproximadamente 175 m acima do nível do mar.

## Localidades na vizinhança
O diagrama seguinte representa as localidades num raio de 4 km ao redor de Newport.